# 緑の地球防衛基金
公益財団法人緑の地球防衛基金（こうえきざいだんほうじんみどりのちきゅうぼうえいききん）は、地球上の緑の保全・再生、砂漠化防止および環境保護の推進に寄与することを目的として設立した団体。公益財団法人に移行する前の主務官庁は、環境省及び外務省。現在の理事長は元衆議院議員の大石正光。

## 設立の経緯
世界中で進む森林破壊や砂漠化に対し、地球上の緑の保全・再生を図るべく、元環境庁長官の大石武一が中心となり、国会議員、学者、記者、市民団体・自然保護団体幹部らにより任意団体として1981年設立。
1982年に、「緑の地球防衛国際シンポジウム」を横浜で開催。国連環境計画のトルバ事務局長の基調講演、フィリピン・インドネシア・ケニア・インド・アメリカ各国代表による発展途上国での熱帯雨林の現状報告と問題提起。その他国連大学長・環境庁長官・神奈川県知事・基金理事・評議員ら約50人、一般傍聴人約150人が参加。自由討論により「横浜決議」を採択し、緑を守ることに対して全地球的な緊急課題として臨むべきことを再確認する。
同年、財団法人として許可される（環境庁・林野庁・外務省の3省庁管轄）。
日本における環境系助成財団として、早い段階で国際的活動に踏み出した。
日本の滝百選の日本の滝百選選定委員を務める。

## 事業の内容
- 日本国外での活動
  - 森林破壊・砂漠化の進む第三世界における植林・緑化事業
  - 環境・自然保護活動に対する資金及び物資協力・支援
  - 専門家・技術指導者の派遣
  - 植林ワークキャンプ
- 日本国内での活動
  - 環境・自然保護活動に対する資金助成
  - 尾瀬自然観察会
  - 環境問題・自然保護に関するセミナ-・講演会の開催
  - 尾瀬の保護・管理に関する提言
- 定期刊行物の発行
- 「緑の地球新聞」（ニュースレター、季刊、公称1,300部）
- 「環境諸問題研究・活動報告」（年1回発行）

## 主な活動
過去5年間に行われた主なものを挙げる。
- タンザニア モデル造林事業への資金・技術協力[3]

（現地NGOのTEACAをカウンターパートとする。）
- 中華人民共和国（中国） 南寺山緑化・水土流失防止事業への技術・資金・物資協力（陝西省銅川市をカウンターパートとする。）
- 植林ワークキャンプ（タンザニア）、植林ツアー（中国）
- 尾瀬の自然保護に関する提言